# Johann Jakob Cella

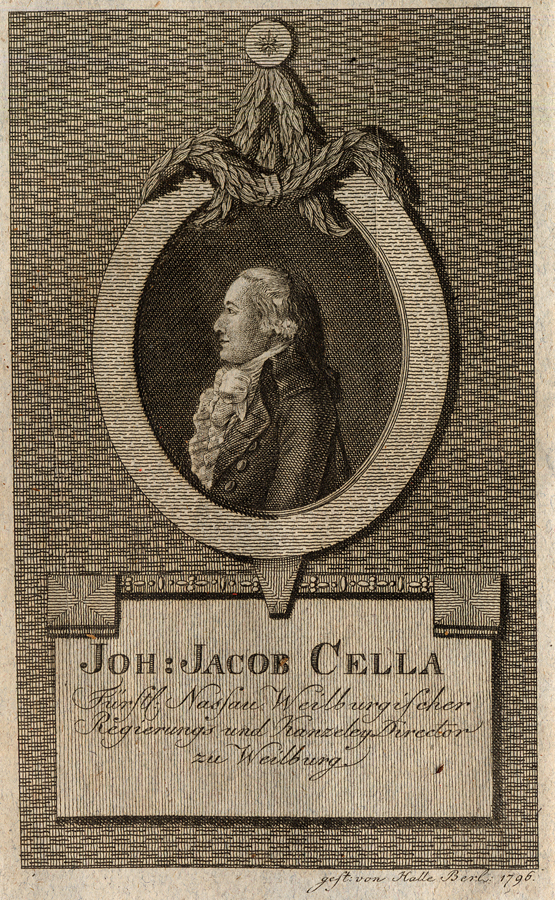
Johann Jakob Cella

Johann Jakob Cella (* 27. Februar 1756 in Bayreuth; † 30. November 1820 in Ansbach) war ein deutscher Jurist und Autor juristischer und gesellschaftskritischer Schriften.

## Leben
Jacob Cella wuchs als jüngstes von acht Kindern des Mattheo Cella (1718–1789) und der Emilia, geborene Hohlweg, im höfischen markgräflichen Milieu von Bayreuth und Erlangen auf. Sein Vater Mattheo Cella, laut Kirchenbuch der Bayreuther Stadtkirche ein gebürtiger Korse, war Kammerdiener und Unterdirektor der französischen Komödie am Bayreuther Markgrafen-Hof und ist im Bayreuther Hofkalender erstmals 1740 als Domestik erwähnt. Seine Mutter war dort Kammerfrau. Nach dem Tod der Bayreuther Markgräfin Wilhelmine im Oktober 1758 heiratete Markgraf Friedrich 1759 Sophie Caroline Marie, eine Schwester Anna Amalias von Weimar. 1763 starb auch Markgraf Friedrich und in den folgenden Jahren zog die Familie Cella mit der Witwe des Markgrafen nach Erlangen, der Nebenresidenz Bayreuths, wo der Vater schließlich die Stelle des Haushofmeisters der von da an so genannten „Erlanger Markgräfin“ antrat.
In Erlangen absolvierte Johann Jacob Cella das Gymnasium und begann ein Jurastudium an der Erlanger Universität, das er in Göttingen fortsetzte.
Nach seinem Studium von 1771 bis 1775 in Erlangen und Göttingen arbeitete er (wie vor ihm Goethe) fast zwei Jahre in Wetzlar am Reichskammergericht. Danach ließ er sich als Advokat in Bayreuth nieder. Nachdem er 1778 Sekretär des ansbachischen Ministers Carl Friedrich Reinhard von Gemmingen-Guttenberg geworden war, begleitete er diesen auf einer Reise nach Paris.
1781 wurde Cella Kastner oder Amtmann in Ferrieden und Burgthann.
1784 erwarb er die Doktorwürde der Universität Erlangen. 1788 bis 1796 war er „fürstl. nassauischer Regierungs- und Kanzleidirektor“ in Weilburg, 1797 erhielt er die Stelle eines Kreisdirektors in Schwabach. 1808 ging er als Kreisrat nach Ansbach, 1810 als „Localkommisariats- und Oberadministrations-Rath“ nach Nürnberg, 1817 als bayerischer Regierungsrat wieder nach Ansbach, wo er 1820 starb. Dort ist er beerdigt. In Schwabach (Mittelfranken) wurde eine Straße nach ihm benannt.
Cella war dreimal verheiratet: von 1781 bis 1792 in erster Ehe mit Helene Buff aus Wetzlar, der jüngsten Schwester von Charlotte Buff, die aus Goethes Die Leiden des jungen Werthers bekannt ist. Seine zweite Frau Luise Schellenberg starb schon 1794. Er hatte acht Kinder aus erster Ehe und sechs Kinder aus dritter Ehe mit Johannette Sophie von Hert, von denen mehrere im Kindesalter verstarben. Diese letzte Ehe wurde 1795 in Weimar unter Zutun von Johann Gottfried Herder geschlossen.

## Bedeutung
Johann Jacob Cella machte sich durch zahlreiche juristische und sozialpolitisch fortschrittliche Untersuchungen einen Namen. Heute noch finden seine Werke Eingang in Vorlesungen zum Strafrecht, zum Urheberrecht u. a. an deutschen Universitäten. Hervorzuheben sind insbesondere seine Freymüthigen Aufsätze (3 Bände, 1784–1786) und die Monografie Ueber Verbrechen und Strafe in Unzuchtsfällen (1787). Mit diesem Thema beschäftigte sich Cella mehrmals. Insbesondere seiner Schrift Über Kindermord und dessen Verhütung, gedruckt 1786 im 3. Bändchen der Freymüthigen Aufsätze, kommt zur Goethezeit eine besondere Bedeutung zu.

## Werke (Auswahl)
- Freymüthige Aufsätze. 3 Bände. Haueisen, Ansbach 1784–1786 (Digitalisat des ersten Bandes seitens der BSB).
- Von Strafen unehelicher Schwängerungen besonders von denen dißfalls gebräuchlichen Zwangskopulationen. Nach Grundsätzen der Billigkeit und des gesunden Menschenverstandes erwogen. Haueisen, Anspach 1784 (Digitalisat der UB Regensburg).
- Antwort auf eines Ungenannten Gedanken über meine Abhandlung von Strafen unehlicher Schwängerungen besonders von denen dießfalls gebräuchlichen Zwangskopulationen. Haueisen, Anspach 1784 (Digitalisat der UB Regensburg).
- Über Verbrechen und Strafe in Unzuchtsfällen. Hahn, Zweibrücken und Leipzig 1787 (Digitalisat in der Digitalen Bibliothek Mecklenburg-Vorpommern).